# Milo Milfort
Pour les articles homonymes, voir Milfort.
Milo Milfort, natif de Port-au-Prince, est un journaliste d'investigation, fondateur d'Enquête Action  qui collabore, à la fois comme journaliste et photographe, à plusieurs médias haïtiens et dominicains dont Noticias Sin, Haïti Liberté, MagHaiti et est membre de Kolektif 2D,.

## Biographie

### Profil académique
Milo Milfort a étudié l'administration à l'INAGHEI (Institut National d'Administration, de Gestion et des Hautes Études Internationales) et la Communication sociale à la Faculté des Sciences Humaines (FASCH) _ deux entités de l'Université d'État d'Haïti, ensuite la photographie au Centre d'Études Photographiques et Cinématographiques. Il a suivi plusieurs autres formations en République dominicaine et en Belgique.

### Distinctions
Milo Milfort est le seul journaliste haïtien à avoir remporté quatre prix durant l'année 2018 :
- Lauréat dans la catégorie presse écrite de la Première Édition du Prix Village Alternatiba organisé par le GAFE, l’ACLEDD et le Panos Caraïbes[6],
- Deuxième  lauréat de la 4e édition du Prix Jeune Journaliste en Haïti organisé par l’Organisation Internationale de la Francophonie (OIF)  pour son article « Discriminations : des femmes rondes font bouger les lignes »[7],[8],
- Lauréat de la catégorie Développement et/ou accomplissement personnel du concours Toyp 2018 – le classant parmi les 10 jeunes les plus remarquables pour l’année 2018[9],
- Un des 7 lauréats du concours « Les Voix d’Un Avenir Plus Radieux », organisé par le Bureau du Haut Représentant des UN pour les Pays les moins avancés, les pays en développement sans littoral et petits États insulaires en développement (UN-OHRLLS)[10] pour son article dont le titre est : L'énergie renouvelable est l'avenir pour Haïti[11],
- Durant cette même année de 2018, il a été  classé sur la liste des jeunes journalistes haïtiens les plus remarquables, par un magazine  local[12],
- Le 20 mars 2019, à l'occasion de la Journée Internationale de la Francophonie, il a été honoré en recevant le Premier Prix Francophone de l'innovation dans les médias 2019 avec le média Enquet'Action[13],[14],[15] Il en a parlé dans une entrevue accordée au journaliste Dangelo Néard[16],
- Pour avoir autant marqué l'année 2018, il a été honoré le 2 avril 2019 par le Ministère de la Jeunesse, des Sports et de l'Action Civique de son pays[17]

### Reportages réalisés
- Las responsabilidades internacionales en el hambre de Haití[18]
- Quatre ans après le séisme en Haïti, toujours en attente d'un toit (Co-auteur)[19]
- L’Institut Français en Haïti, un partenaire sûr pour la musique haïtienne[20] !
- Le Chili attire les migrants haïtiens[21]
- Un pequeño paso hacia la libertad de prensa en Haití[22]
- Reconstruction coûteuse du bidonville d'Haïti[23]
- Commerce entre Haïti et la République dominicaine: exportations ou exploitations[24]?
- Genre : Haïti, le pire endroit pour enfanter en Amérique latine et dans les Caraïbes, selon Save The Children[25]
- Violences policières : entre impunité et déni de reconnaissance[26]
- Les pièges de la circulation en Haiti, un frein au développement[27]